# Takeo Takahashi
Takeo Takahashi (高橋 武夫, Takahashi Takeo, Tokio, 31 mei 1947) is een Japans voormalig voetballer die als aanvaller speelde.

## Clubcarrière
In 1963 ging Takahashi naar de Kawaguchi High School, waar hij in het schoolteam voetbalde. Nadat hij in 1966 afstudeerde, ging Takahashi spelen voor Furukawa Electric. In 8 jaar speelde hij er 93 competitiewedstrijden en scoorde 47 goals. In 1974 ging Takahashi naar de Tokyo University of Agriculture, waar hij in het schoolteam voetbalde. Nadat hij in 1979 afstudeerde, ging Takahashi spelen voor Toshiba. Takahashi veroverde er in 1981 de JSL Cup. Takahashi beëindigde zijn spelersloopbaan in 1982.

## Japans voetbalelftal
Takeo Takahashi debuteerde in 1966 in het Japans nationaal elftal en speelde 14 interlands, waarin hij 4 keer scoorde.

## Statistieken
| Japans voetbalelftal | Japans voetbalelftal | Japans voetbalelftal |
| Jaar                 | Wed.                 | Dlp.                 |
| -------------------- | -------------------- | -------------------- |
| 1966                 | 2                    | 1                    |
| 1967                 | 1                    | 0                    |
| 1968                 | 2                    | 0                    |
| 1969                 | 1                    | 0                    |
| 1970                 | 8                    | 3                    |
| Totaal               | 14                   | 4                    |